# Margarete Steiff

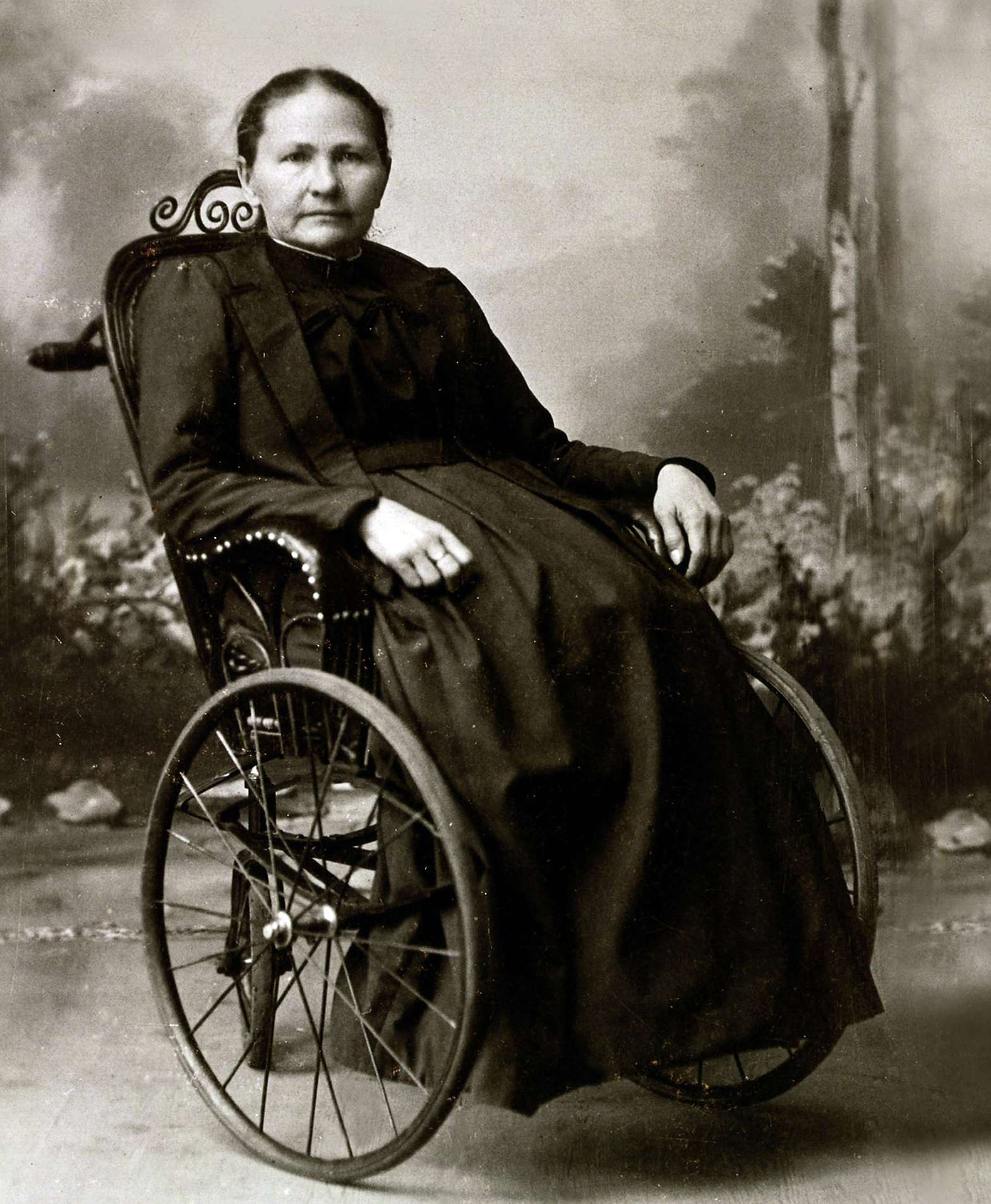
Margarete Steiff

Apollonia Margarete (Margarete) Steiff (Giengen an der Brenz, 24 juli 1847 – aldaar, 9 mei 1909) was een Duitse naaister die in 1880 Margarete Steiff GmbH oprichtte, beter bekend als Steiff, een fabrikant van speelgoedknuffels.
Steiff liep als kind polio op, waardoor ze met beide benen verlamd raakte en een pijnlijke rechterarm had. Na een opleiding tot naaister verzamelde ze geld om een naaimachine te kopen door mensen citer te leren spelen. Ze begon kleding te maken en opende uiteindelijk in 1877 haar eigen winkel. Rond deze tijd kwam Steiff een naaipatroon tegen voor een speelgoedolifant, evenals patronen voor muizen en konijnen. Met vilt en lamswol maakte ze veel van dit speelgoed als cadeau voor vrienden, en begon er later wat van te verkopen. Omdat het populair bleek, nam de schaal van de productie gestaag toe, evenals de verscheidenheid aan speelgoed. In 1902 begon het bedrijf met het maken van een speelgoedbeer met beweegbare gewrichten naar een ontwerp van haar neef Richard Steiff. Geïntroduceerd in de Verenigde Staten, kreeg het de bijnaam van de toenmalige Amerikaanse president Theodore Roosevelt en werd het de eerste "teddybeer".

## Jeugd

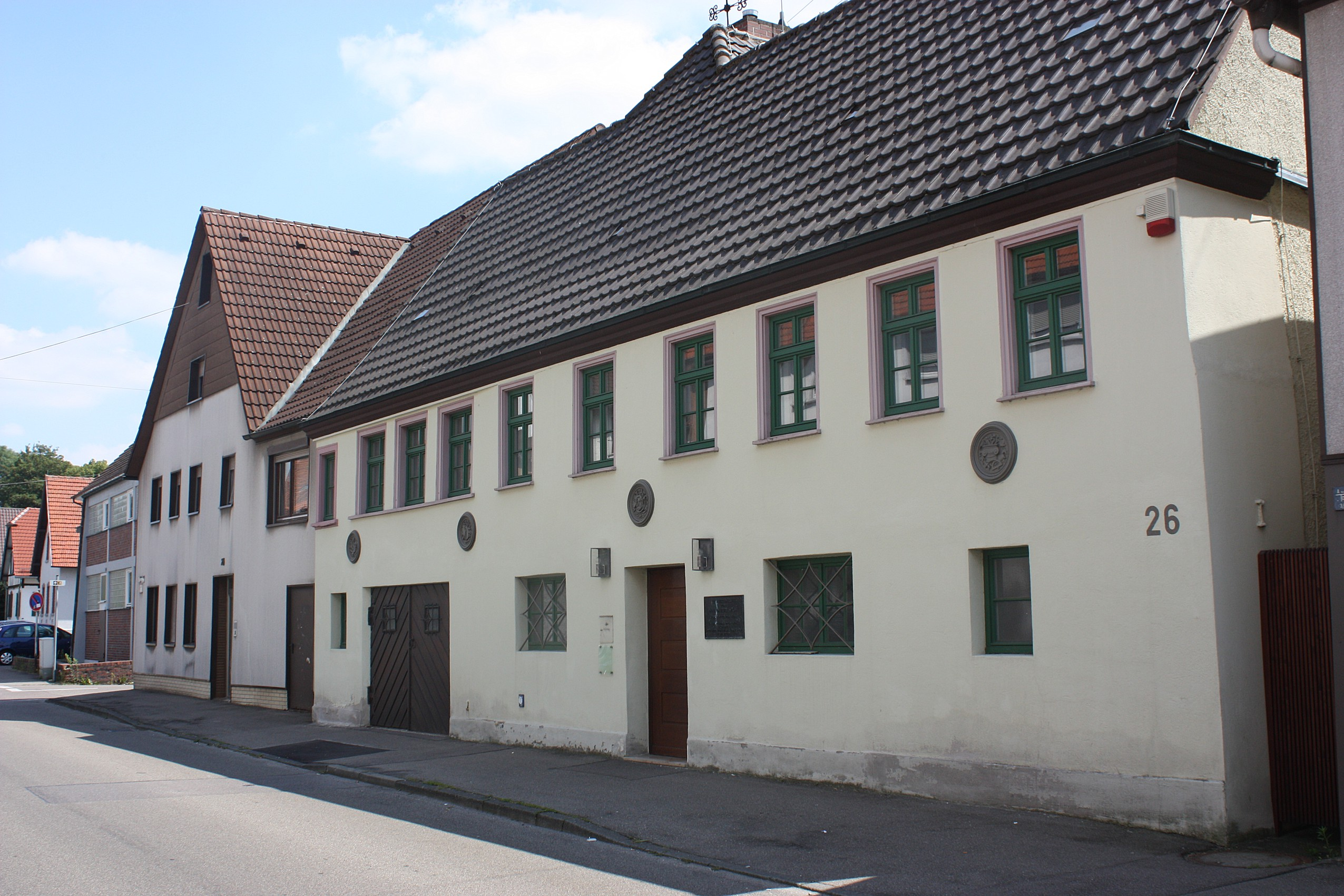
Geboortehuis van Margarete Steiff

Steiff was de dochter van aannemer Friedrich Steiff en zijn vrouw Maria Haehnle. Na achttien maanden kreeg Steiff hoge koorts, waardoor haar benen verlamd raakten en ze haar rechterarm moeilijk kon optillen. Na drie jaar werd eindelijk de diagnose polio bij haar vastgesteld. Haar ouders wilden graag dat ze een volwaardig leven leidde en investeerden in medische behandelingen, zonder veel succes. Als kind werd ze door haar zusjes en andere kinderen uit de buurt in een handkarretje naar school gebracht. In haar latere herinneringen herinnert ze zich: "Alle kinderen verzamelden zich om me heen en ik organiseerde spelletjes waarin ik in het middelpunt van de belangstelling stond. De oudere kinderen renden echter vaak weg en dan bleef ik op de allerkleinsten passen".
Steiff ging tijdens haar jeugd regelmatig naar school en ondanks de pijn in haar rechterhand ging ze naar de handwerkklassen van Frau Schelling, waar ze op 17-jarige leeftijd haar opleiding tot naaister afrondde. Ze werkte af en toe samen met haar zussen die een kleermakerswinkel voor dames hadden geopend.
Steiff werd ook een ervaren citerspeler en leerde anderen citerspelen om zo wat geld te verdienen. Met haar spaargeld kon ze een naaimachine kopen, de eerste in de stad Giengen, wat leidde tot een nieuwe kans om inkomen te verdienen. Steiff werkte aan uitzetten voor de inwoners van Giengen. Toen ze halverwege de twintig was, maakte ze modieuze kleding en reisde ze naar andere steden om te werken en familie te bezoeken, waarbij ze haar kar vooruit stuurde en per postkoets reisde.

## Ondernemerschap
In 1877 opende Steiff een viltwinkel en begon ze vilten onderrokken te maken, die net in de mode waren geraakt, voor de firma Christian Siegle in Stuttgart. Ze kon al snel mensen in dienst nemen om voor haar te werken en het werd een bloeiend bedrijf. Steiff merkte op: "Op dat moment kwam ik een patroon tegen voor een speelgoedolifant. Vilt was het ideale materiaal voor dit speelgoed en de vulling zou van de fijnste lamswol zijn. Nu kon ik deze maken als cadeau voor de kinderen in het gezin en ik de patronen in verschillende maten uitgeprobeerd". In 1879 publiceerde het Amerikaanse tijdschrift The Delineator een patroon voor een stoffen muis, konijn, olifant en andere dierenpatronen. Het Duitse tijdschrift Modenwelt reproduceerde vervolgens deze patronen. Steiff maakte veel van dit speelgoed en gaf ze cadeau aan vrienden, en tegen 1880 begon ze ze in kleine aantallen te verkopen. In de daaropvolgende jaren breidde ze haar assortiment kleine stoffen dieren uit op basis van de tijdschriftpatronen, maar met kleine aanpassingen aan de gebruikte stof en accessoires.
In 1892 vroeg Steiff's kleine bedrijf patent aan "voor het maken van dieren en andere figuren om als speelgoed te dienen". Het patentnummer was DRP 66996, maar dit werd later ingetrokken toen het werd aangevochten door een andere Duitse speelgoedfabrikant. Steiff's broer Fritz besefte dat er een mogelijkheid was om grote aantallen van deze speelgoeddieren te verkopen en nam enkele monsters mee naar de markt in Heidenheim, waar hij veel orders kreeg. De productie en de omzet namen elk jaar toe, evenals het aanbod aan speelgoed. Met de ontwikkeling van metalen frames aan de binnenkant van het speelgoed werden ook trek- en berijdspeelgoed aan de collectie toegevoegd. In 1889 verhuisde het bedrijf naar een groter gebouw met een kleine winkel waar het speelgoed en de stoffen te koop konden worden uitgestald. De woorden "Filz-Spielwaren Fabrik" waren in grote letters op de buitenmuur geschilderd. Vervolgens kwam er een gedrukte catalogus waaruit klanten konden bestellen, en het bedrijf groeide.
In 1897 kwam Richard, de creatieve neef van Steiff, bij het bedrijf. Hij had eerder gestudeerd aan de Kunstgewerbeschule in Stuttgart, Duitsland. Zijn schetsen werden de basis voor veel verschillende soorten speelgoed van Steiff.

## Eerste teddybeer

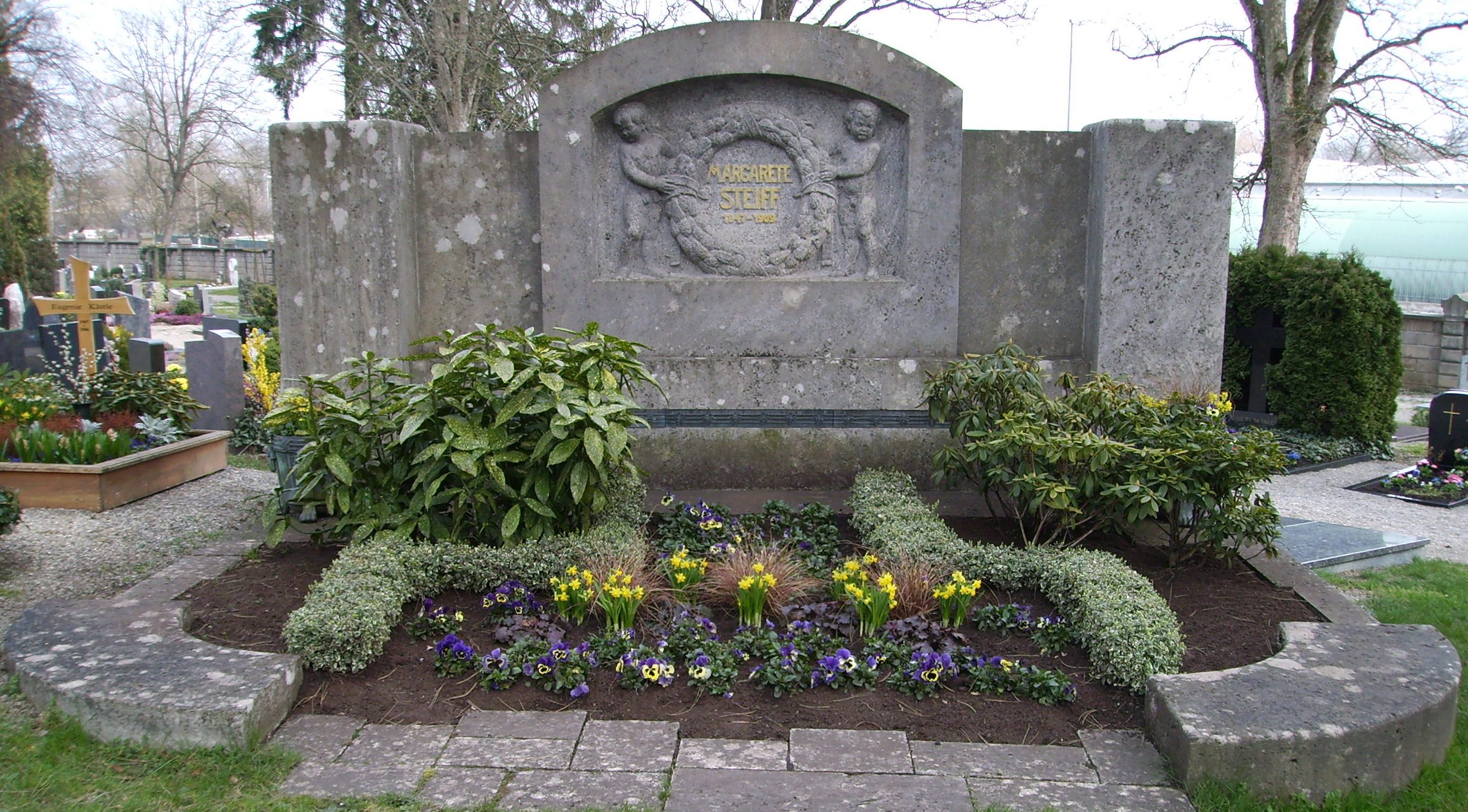
Graf van Margarete Steiff in Giengen

Steiff verzon zelf alle monsters van nieuw speelgoed, zodat ze eventuele problemen tijdens de productie kon ontdekken. Tussen 1897 en 1899 ontwierp en maakte het bedrijf Steiff "dansende beer"-speelgoed. In plaats van de bekende teddybeer waren dit staande figuren met stokken en ringen door hun neus die de echte dansende beren imiteerden die in deze tijd van stad naar stad reisden om voor amusement te zorgen, of beren op wielen.
In 1902 ontwierp Richard "Bear 55 PB", het eerste knuffeldier met beweegbare gewrichten, dat de eerste teddybeer ter wereld zou worden.
Tegen 1903 was er een grote zending speelgoed naar een showroom in New York gestuurd, maar er was niet veel belangstelling voor de knuffelberen die daar werden tentoongesteld. In maart 1903 nam Richard zachte speelgoedberen mee naar een voorjaarskermis in Leipzig, waar ze de aandacht trokken van een Amerikaanse koper, die 3.000 beren bestelde. Vanaf dat moment werd "Bear 55 PB" een bestseller in de Verenigde Staten - een opmerkelijke prestatie voor een klein Duits bedrijf uit de Schwäbische Alben. Plucheberen zoals 55 PB werden bekend als "teddyberen", genoemd naar de Amerikaanse president Theodore "Teddy" Roosevelt.
In 1907 werden een miljoen teddyberen geproduceerd.
Margarete Steiff stierf op 9 mei 1909 op 61-jarige leeftijd aan de gevolgen van een longontsteking.

## Nalatenschap

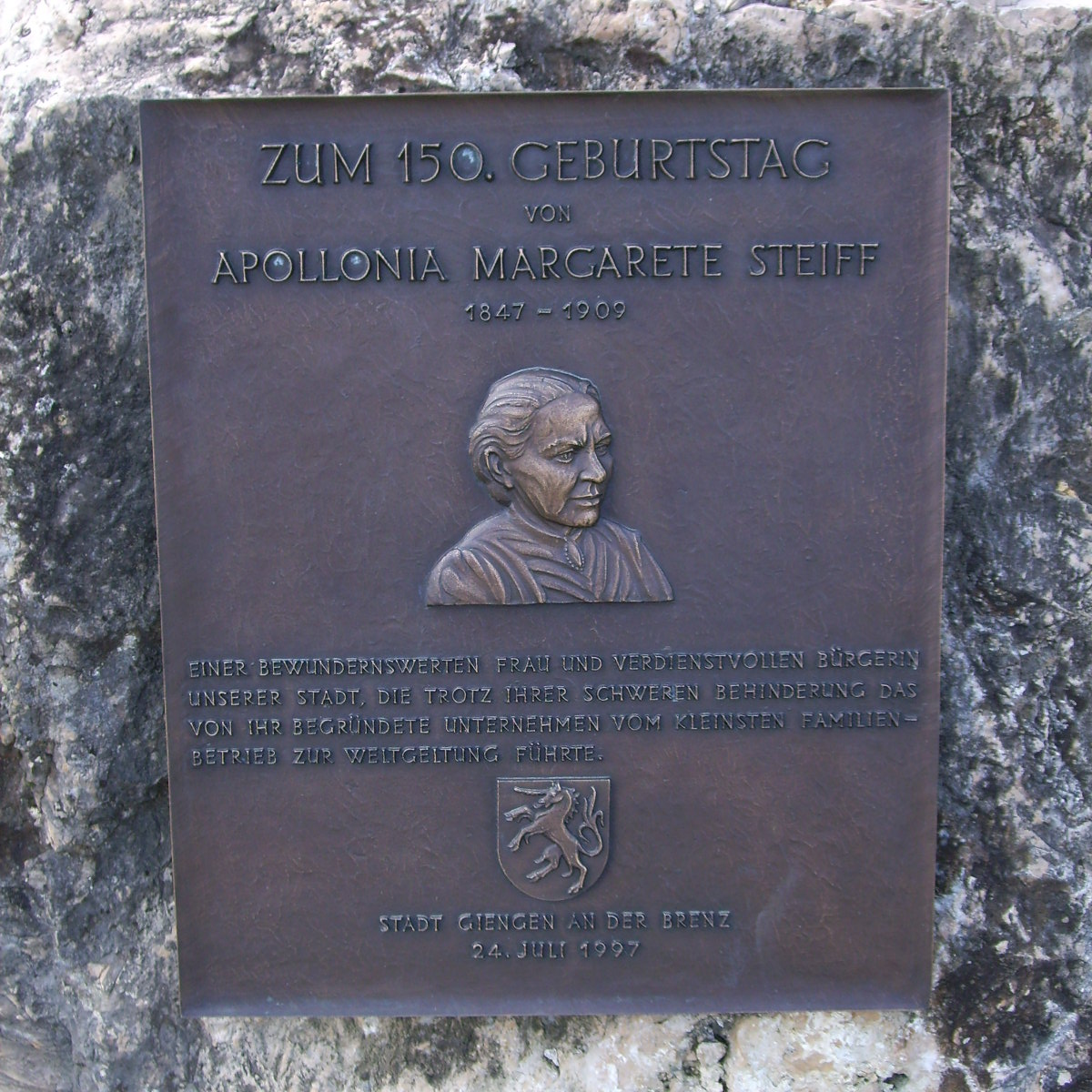
Gedenksteen voor Margarete Steiff

Margarete Steiff werd een belangrijke figuur in het Duitse vrouwelijke ondernemerschap. Afkomstig uit een kleine stad in Zuid-Duitsland en levend met een lichamelijke beperking, richtte ze een bedrijf op dat nog steeds over de hele wereld wordt erkend. In de literatuur over Duitse ondernemers wordt ze genoemd als een idool voor vrouwelijk ondernemerschap en innovatie, waardoor haar bedrijf buiten de Duitse grenzen groeit.
Steiff werd een van de beroemdste en meest gewilde merken van teddyberen en ander pluchen speelgoed. Na het overlijden van Margarete werd de fabriek overgenomen door haar neef Richard. Steiff won de Grand Prix op de Wereldtentoonstelling van 1910 in Brussel. Het bedrijf behoort nog steeds tot de bekendste fabrikanten van pluchen speelgoed ter wereld. Vintage speelgoed van Steiff is een waardevol verzamelobject geworden.
In 1997, op haar honderdvijftigste geboortedag, werd voor de Steiff fabriek in Giengen an der Brenz een herdenkingssteen voor Margarete Steiff geplaatst.
- Gemeinsame Normdatei: 119330067
- International Standard Name Identifier: 0000 0000 4405 9611
- Library of Congress Control Number: n93019477
- Bibliotheek van het Japanse parlement: 01215769
- Nationale Bibliotheek van Tsjechië: pna20231173545
- Nederlandse Thesaurus van Auteursnamen: 268464049
- RKD-Nederlands Instituut voor Kunstgeschiedenis: 332031
- Virtual International Authority File: 50033461
- WorldCat: E39PBJq6VFRdfQmBXrvrxQryVC